# Дорджи Янгки
Дорджи Янгки — одна из первых женщин-архитекторов Бутана.
Изучала архитектуру сначала в Мельбурнском Университете Дикина, а затем — в Англии, Норвегии и Японии. В 2008—2009 годах была удостоена стипендии Лёба в Гарвардской высшей школе дизайна, а также получила степень магистра в области сохранения исторических зданий в Британском университете Йорка.
Дорджи — первая женщина, избранная президентом Ассоциации архитекторов Бутана и первая женщина-председатель SAARCH (Южноазиатская ассоциация регионального сотрудничества архитекторов). В настоящее время она является одной из немногих в Бутане главных архитекторов женского пола, возглавляющих частную фирму.
После получения диплома в 1996 году она стала первым архитектором Бутана, работающим над сохранением объектов культурного наследия своей страны. За 15 лет на посту главы Управления по сохранению объектов наследия в Министерстве внутренних дел и культуры Дорджи участвовала в создании первого бюро по сохранению объектов наследия, разработала первые руководящие принципы по сохранению исторического наследия Бутана и стала инициатором первых учебных семинаров в этой области. Кроме того, она активно продвигала идею внедрения бутанских традиций в современную архитектуру и строительство Бутана.

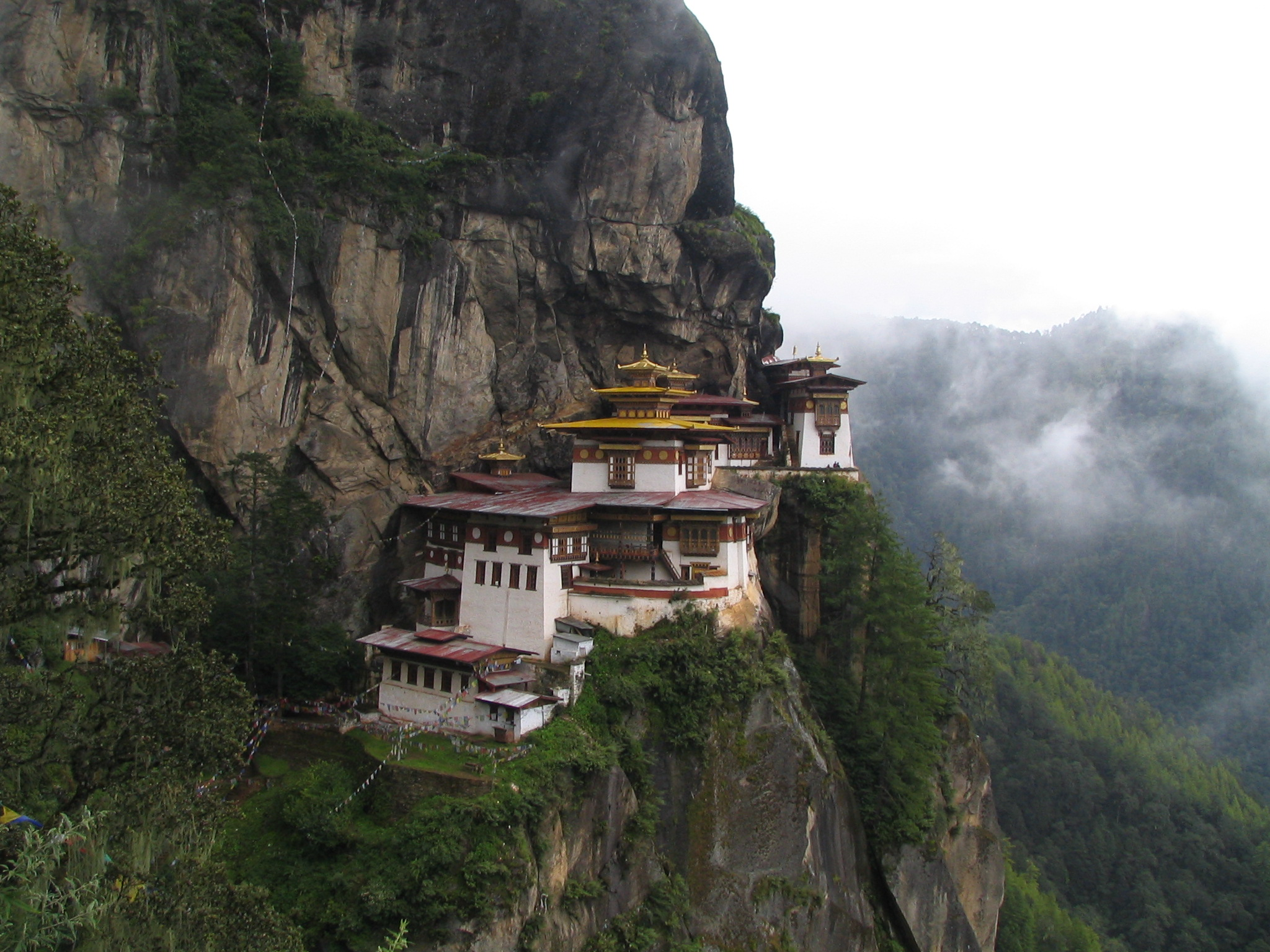
Такцанг-лакханг

В офисе она работала как в качестве главного архитектора, так и в роли руководителя многих проектов. Среди них можно назвать восстановление монастыря Такцанг-лакханг в Паро после пожара 1998 года, создание первого Музея народного наследия, реконструкция мемориального Тхимпху-чортена, монастырь Дечен-Пходранг, крепости Тронгса-дзонг и Симток-дзонг и другие.
Среди её последних проектов дизайн Национальной библиотеки Бутана (которая стала первым зданием с климат-контролем в стране), здания офиса/галереи Национального музея, офисов Королевской академии исполнительских искусств, реконструкция Чукха Дзонга, музей народного наследия Пангризампа и другие. Она также помогала курировать и оформлять первые выставки бутанской культуры, которые проводились за пределами Бутана в Национальных музеях в Дели и Калькутте.
В 2013 году, следуя за своей страстью к устойчивой архитектуре, Дорджи помогала Министерству труда и населённых пунктов Бутана в разработке первых Руководящих принципов по внедрению экологичных зданий в Бутане. Она также приняла активное участие в разработке Руководства по архитектуре Бутана 2014 года, предназначенного для проектирования новых зданий и городов в стране, и стала одним из главных консультантов при создании первой архитектурной образовательной программы Бутана (при Королевском университете Бутана).
Уроженка Бутана, страны, которая следует принципу «ВНС», или Валового национального счастья, Дорджи ратует за биофильный дизайн и пространства, которые не ощущаются чуждыми, связывают людей с природой и делают людей счастливее.